# Адмирал
Адмира́л (нидерл. admiraal, из ст.-фр. amiral, admiral, происходит из араб. أمير البحر ‎ ’амӣр аль-бахр «повелитель моря», также этимологически связывается с лат. admirabilis) — воинское звание (чин) высшего офицерского состава в военно-морских флотах (силах). 
В Европе вошло в употребление в XII веке, заместив используемые ранее греческие и римские термины (наварх, дуумвир, префект навалис и другие). По регламенту парусного флота адмирал командовал кордебаталией (основными силами), контр-адмирал (англ. rear admiral буквально «задний адмирал») — резервом (арьергардом), обычно располагавшимся за главными силами, вице-адмирал (заместитель адмирала) — передовым отрядом разведки и защиты (авангардом). В первой четверти XVIII века были также звания арир- или реар-адмирал и шаутбенахт (сохранившиеся в других странах), соответствующие чину контр-адмирала.

## История звания в России
| Младшее звание: Вице-адмирал | Адмирал | Старшее звание: Адмирал флота |
| Младшее звание: Вице-адмирал | Адмирал | Генерал-адмирал               |

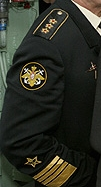
Погон, эмблема и нарукавные планки адмирала ВМФ России

В России Пётр I установил 4 адмиральских чина:
- генерал-адмирал — соответствовал рангу генерал-фельдмаршала,
- адмирал — генералу от инфантерии, от кавалерии, от артиллерии и инженер-генералу,
- вице-адмирал — генерал-лейтенанту,
- контр-адмирал — генерал-майору. Подробнее см. Табель о рангах.

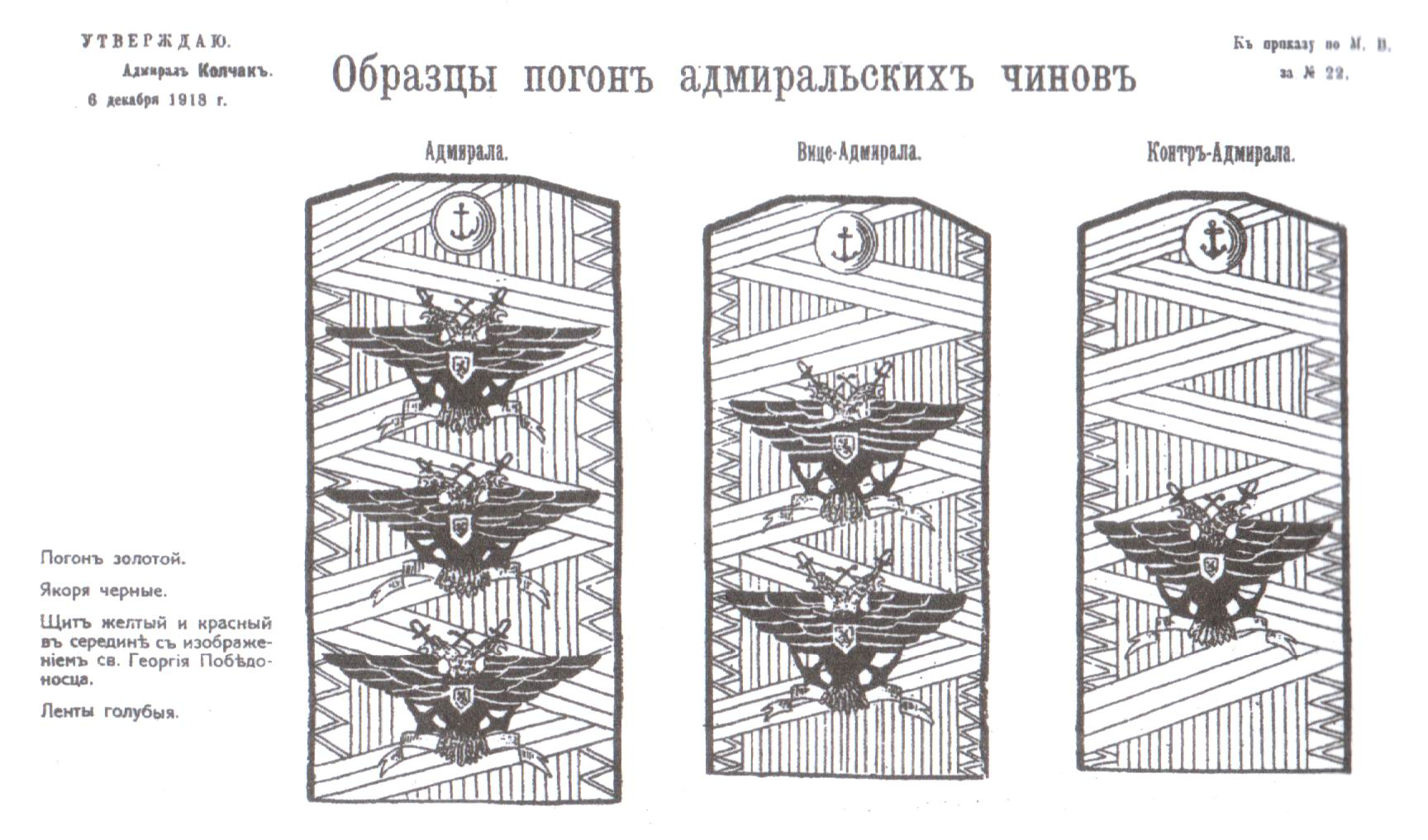
Приложение к приказу № 22 по Флоту и Военному ведомству Русской армии «Образцы погон адмиральских чинов». Утверждены приказом адмирала А. В. Колчака № 22 от 6 декабря 1918 г.
Погон золотой. Якоря чёрные. Щит жёлтый и красный в середине с изображением Св. Георгия Победоносца. Ленты голубые

Во время Гражданской войны после прихода к власти адмирала А. В. Колчака в столице Белого движения городе Омске были разработаны образцы адмиральских погон для чинов Русской армии. Уже 6 декабря 1918 г. приказом Верховного главнокомандующего адмирала А. В. Колчака № 22 по Флоту и Морскому ведомству были утверждены описание и рисунки адмиральских погон, использовавшиеся впоследствии чинами Восточного фронта.
Указом Президиума Верховного Совета СССР от 7 мая 1940 г. «Об установлении воинских званий высшего командного состава Военно-Морского Флота» были установлены воинские звания: для высшего командного состава корабельной службы — контр-адмирал, вице-адмирал, адмирал, адмирал флота; для инженеров корабельной службы — инженер-контр-адмирал, инженер-вице-адмирал, инженер-адмирал.
Указом Президиума Верховного Совета СССР от 3 марта 1955 г. «О воинском звании Адмирал флота» отменено воинское звание Адмирал флота и введено воинское звание Адмирал Флота Советского Союза.
Указом Президиума Верховного Совета СССР от 28 апреля 1962 г. «Об установлении воинского звания Адмирал флота» восстановлено воинское звание Адмирал флота.
Указом Президиума Верховного Совета СССР от 18 ноября 1971 г. № 2319-VIII «О воинских званиях офицерского состава Вооружённых Сил СССР» введены инженерные воинские звания корабельного состава ВМФ и морских частей Пограничных войск КГБ СССР: адмирал-инженер, вице-адмирал-инженер, контр-адмирал-инженер (вместо инженер-адмирала, инженер-вице-адмирала, инженер-контр-адмирала соответственно).
Указом Президиума Верховного Совета СССР от 26 апреля 1984 г. № 89-XI «О воинских званиях офицерского состава Вооружённых Сил СССР» инженерные воинские звания корабельного состава ВМФ и морских частей Пограничных войск КГБ СССР отменены.
В ВМФ Вооружённых Сил Российской Федерации сохраняются воинские звания: контр-адмирал, вице-адмирал, адмирал, Адмирал флота.
В категории войсковых военнослужащих званию адмирал соответствует звание генерал-полковник.
Чин адмирала (полного адмирала) в Российской империи присваивался 204 раза, Временным правительством в 1917 году — трижды, в Белом движении — один раз (А. В. Колчак), в СССР — 80 раз, в Российской Федерации с 1992 по 2001 год — 17 раз.

### История знаков различия воинского звания «Адмирал» в России

Знаки различия адмирал в России (ОФ8)
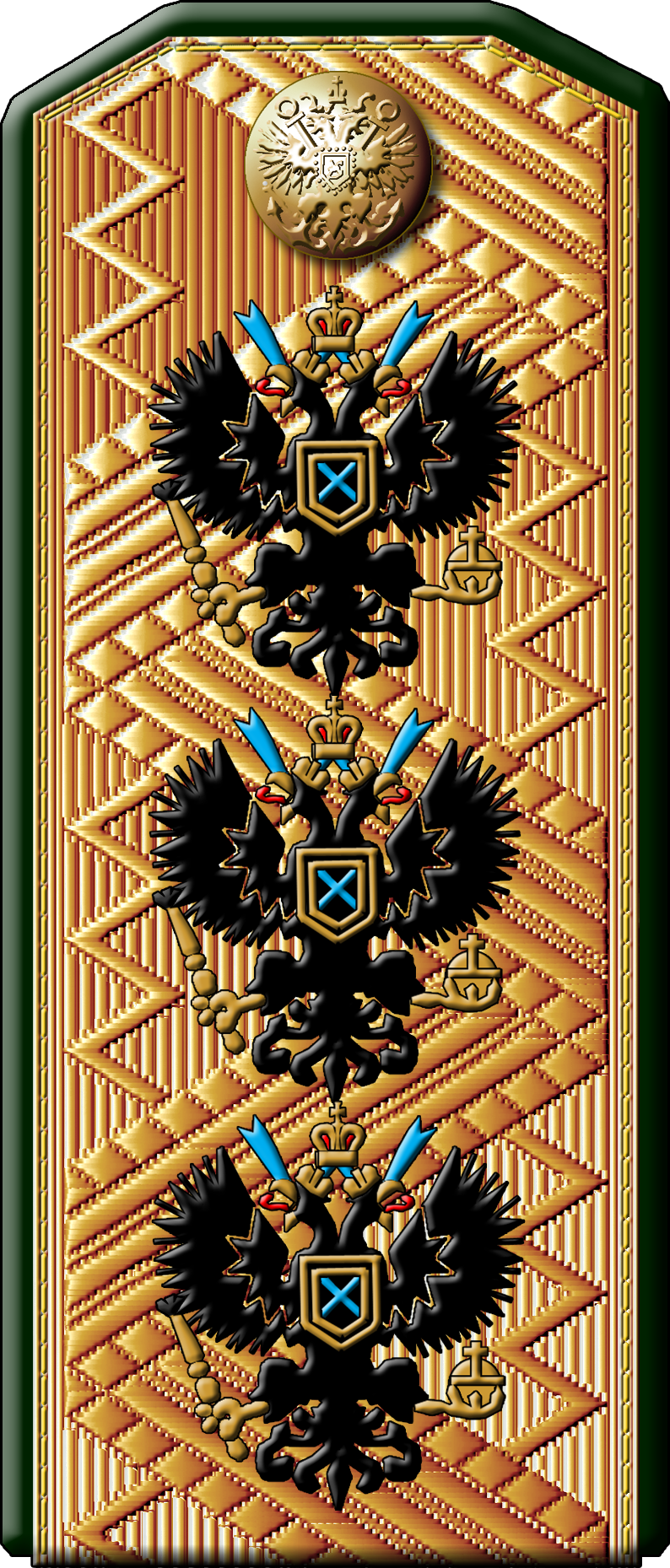
Погон адмирала Российского императорского флота (1884—1904)
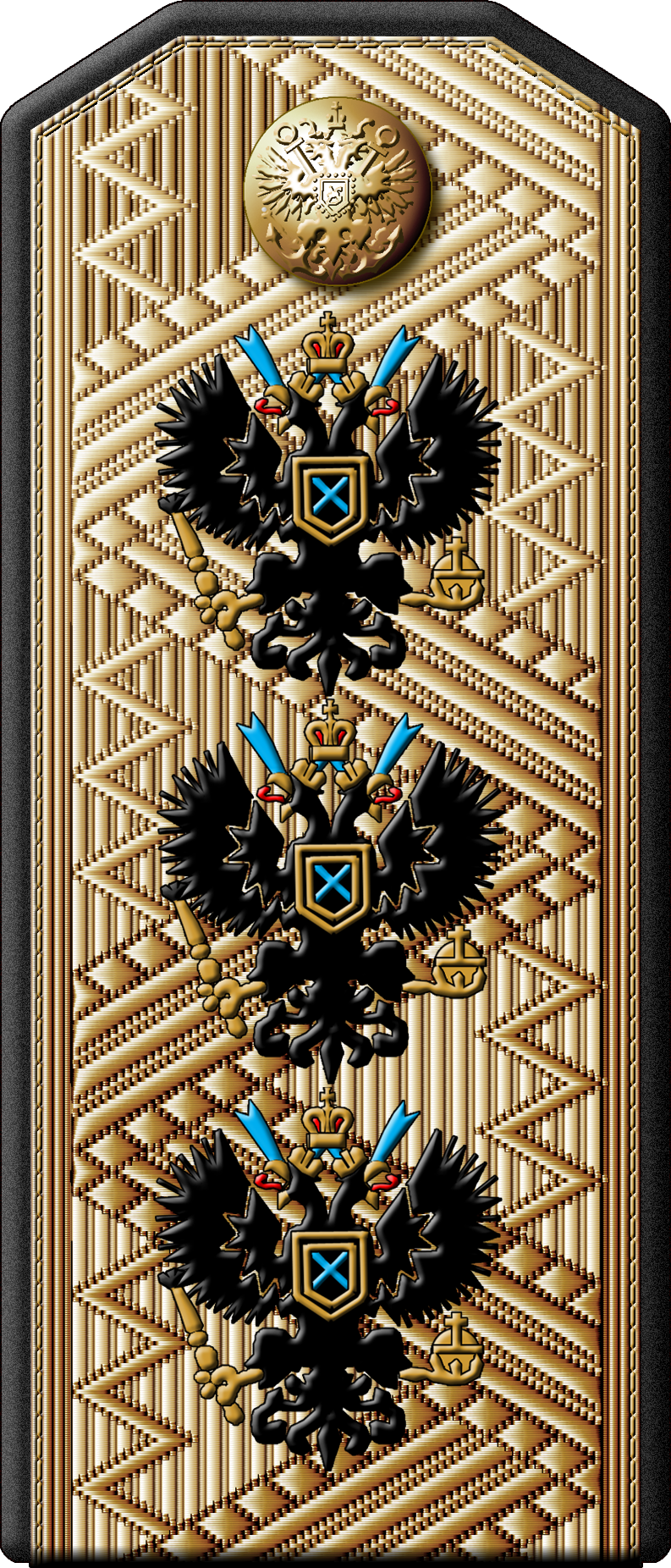
Погон адмирала Российского императорского флота (1904—1917)
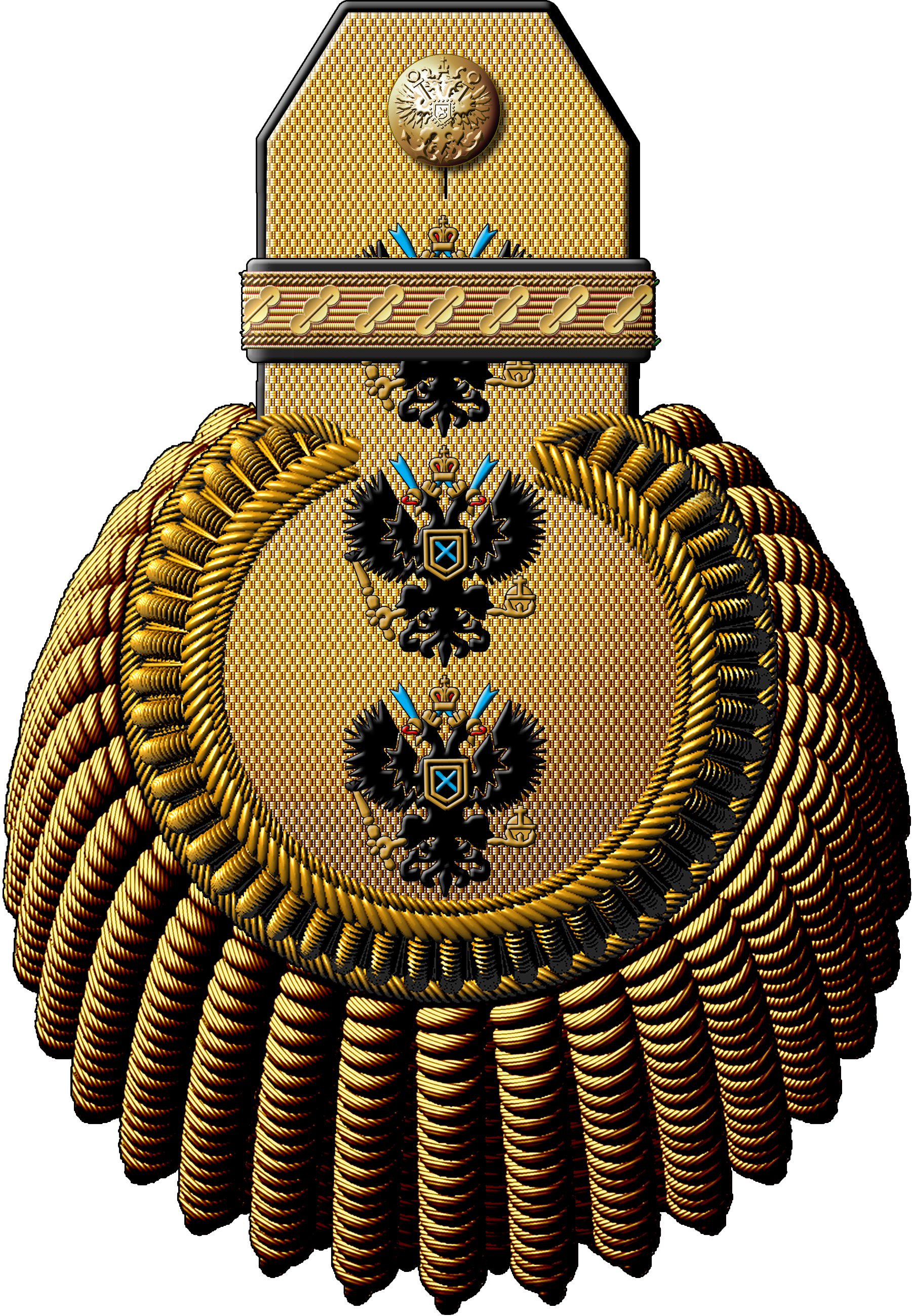
Эполет адмирала (1904—1917)
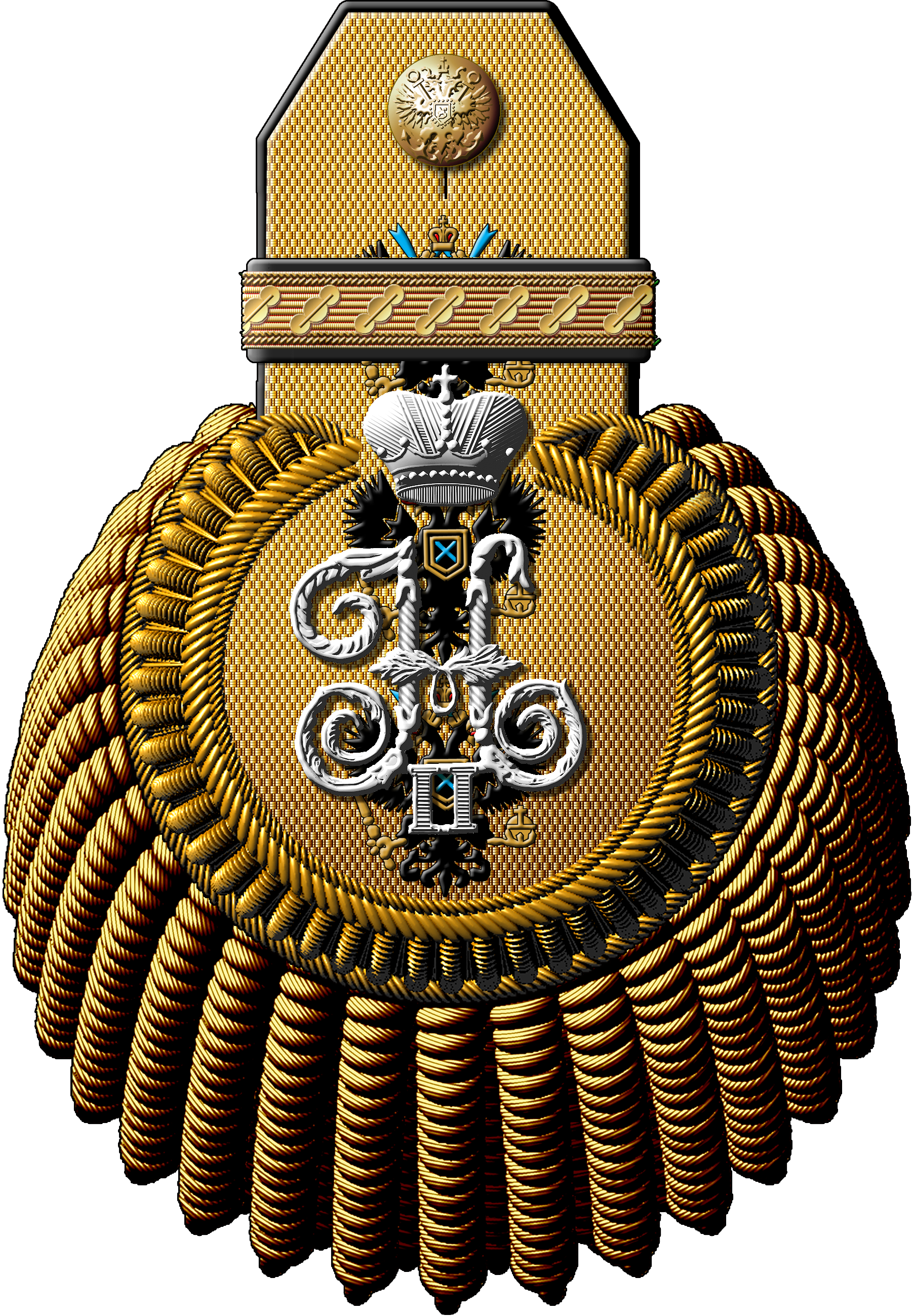
Эполет генерал-адъютанта в чине адмирала (1904—1917)
Нарукавный знак различия Российского флота в 1917 году
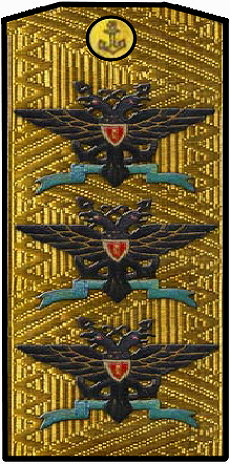
Погон Русской армии Верховного правителя А. В. Колчака 1919 год
Корабельная служба ВМФ СССР, погон c 1943 года
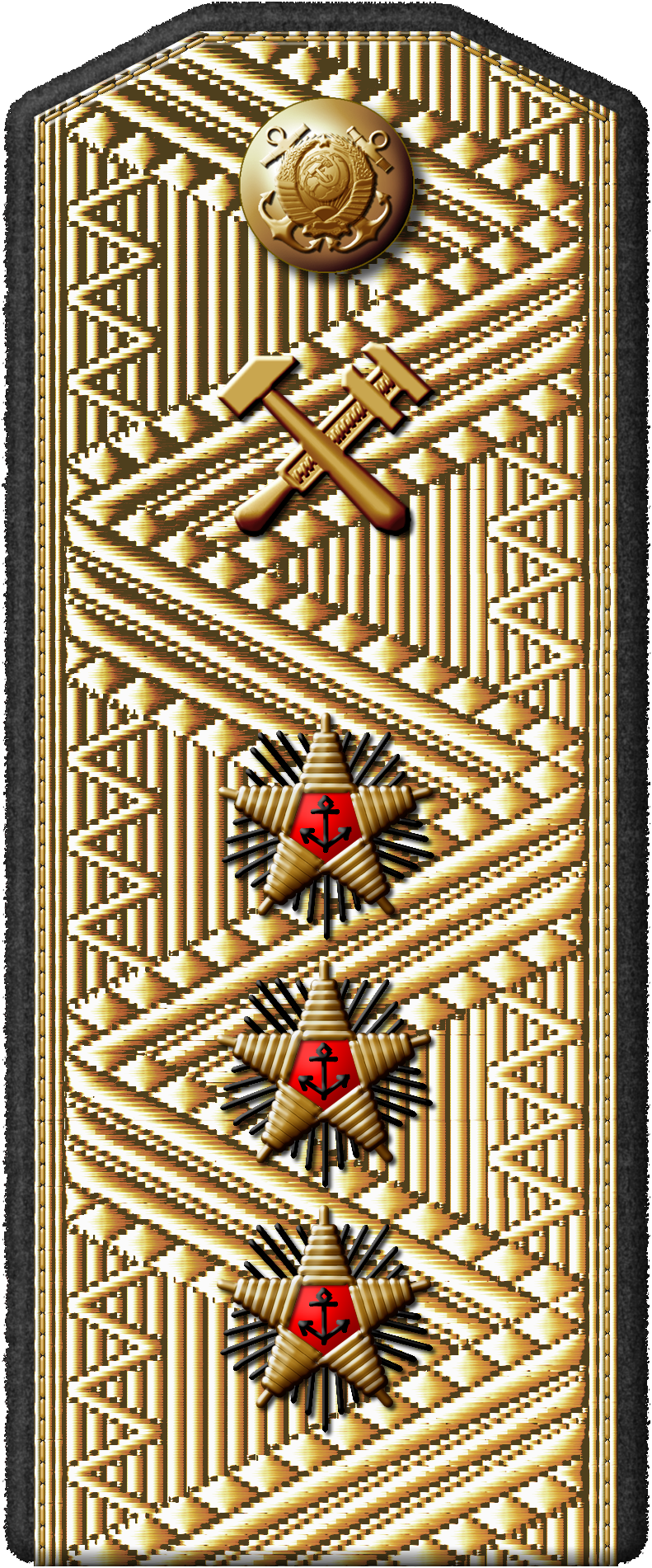
Инженерно-корабельная служба ВМФ СССР, погон c 1943 года
Нарукавные знаки различия ВМФ СССР 1940—1991 гг.
Парадный погон ВМФ СССР (1955—1991)
Парадный погон ВМФ Российской Федерации (1994—2010)
Парадный погон ВМФ Российской Федерации (белые — на рубашку) (1994—2010)
Повседневный погон (1994—2010)

- Список адмиралов Российского Императорского флота
- Список адмиралов, вице-адмиралов, контр-адмиралов ВМФ СССР (1940—1945)
- Список адмиралов, вице-адмиралов, контр-адмиралов ВМФ СССР (1946—1960)
- Список инженер-адмиралов, инженер-вице-адмиралов, инженер-контр-адмиралов ВМФ СССР (1940—1945)
- Список инженер-адмиралов, инженер-вице-адмиралов, инженер-контр-адмиралов ВМФ СССР (1946—1960)
- Список адмиралов, вице-адмиралов, контр-адмиралов ВМФ СССР (1961—1991)
- Список адмиралов ВМФ СССР и ВМФ Российской Федерации

## Австро-Венгрия
- 18 сентября 1882 — Фридрих фон Пёк
- 26 октября 1888 (1 ноября 1888?) — Максимилиан Даублебски фон Штернек
- 26 апреля 1899 (1 мая 1899?) — Герман фон Шпаун
- 30 апреля 1905 (1 мая 1905?) — Рудольф Монтекукколи
- 1 мая 1913 (2 мая 1913?) — Антон Гаус, впоследствии гросс-адмирал (с 1 мая/12 мая 1916),
- 23 февраля 1917 — Максимилиан Ньегован (1917).

## Великобритания
В Королевском ВМФ Великобритании звание адмирала является высшим званием мирного времени; в военное время предшествует званию адмирал флота.

## Германия
В ВМС современной Германии адмирал — четвёртое по старшинству (после адмирала флотилии, контр-адмирала и вице-адмирала) и самое высшее воинское звание.
Присвоено следующим лицам:
1. 1972 — Армин Циммерман (1917—1976)
2. 1980 — Гюнтер Лютер (1922—1997)
3. 1986 — Дитер Веллерсхоф (1933—2005)
4. 2002 — Райнер Файст (1945—2007)
5. 2016 — Манфред Нильсон (р. 1955)

В ГДР в фольксмарине адмирал — третье по старшинству (после контр-адмирала и вице-адмирала) и самое высшее воинское звание (кроме периода 1982—1989 гг., когда вводилось более высокое звание адмирала флота).
Присвоено следующим лицам:
1. 1961 — Вальдемар Фернер (1914—1982)
2. 1977 — Вильгельм Эйм (1918—2009)
3. 1989 — Теодор Хофман (1935—2018)

## Индия

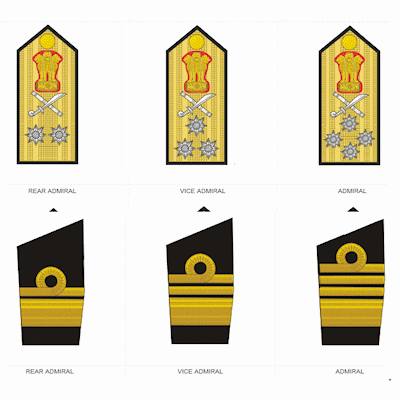
Знаки отличий адмиральских званий Индии

В Военно-морских силах Индии звание адмирал (четыре звезды) находится выше вице-адмирала (три звезды) и ниже адмирала флота (пять звёзд). Фактически адмирал является высшим военно-морским званием так как звание адмирал флота ни разу ни присваивалось. По отношению к званию адмирал могут использоваться выражения «четырёх-звёздный адмирал» и «полный адмирал».
Звание адмирал присваивается с вступлением в командование Штабом Военно-морских сил Индии — высшим командным органом Военно-морских сил. Так же звание присваивается в случае назначения контр-адмирала на должность начальника Штаба обороны Индии — руководителя все трёх видов Вооружённых сил Индии.
Адмирал занимает 12 уровень старшинства в индийском табеле о рангах и 18 уровень жалования с ежемесячной оплатой в размере 250 000 рупий (3500 долларов США).

## Индонезия
В Индонезии одновременно с наличием двух контр-адмиральских званий (Laksamana Pertama и Laksamana Muda) существуют полные адмиральские звания — Laksamana (Адмирал) и высшее военно-морское звание — Laksamana Besar (Старший адмирал), которое пока никому не присваивалось.

## Нидерланды
Адмирал — теоретически высшее возможное военно-морское звание в ВМС Нидерландов. Соответствует званию адмирала флота в других странах мира. Звание «адмирал» все ещё употребляется в документах, но сегодня никому не присвоено и не используется.

## Польша

### Речь Посполитая
- Эллерт Аппельман
- Вильгельм Аппельман
- Аренд Дикманн
- Гжегож Фентросс (в некоторых источниках Грегорио Вентуросо)
- Йохан Нильссон Гюлленстьерна (в польских источниках Ян Гульденстерн)
- Томмсон Майдель
- Матеуш Серпинек
- Михал Староста
- Герман Витте

### Адмиралы польского происхождения во флотах других держав после Третьего раздела
- Стефан Лесовски
- Ежи Платер
- Юлиуш Риппер

### Польская Народная Республика
В ПНР адмирал — высшее воинское звание (третье по старшинству после контр-адмирала и вице-адмирала). Было присвоено в 1978 году Людвику Янчишину (1923—1994), командующему ВМФ в 1969—1986 годах.

### Третья Речь Посполитая
В Польше адмирал — высшее воинское звание (до 2002 г. третье по старшинству после контр-адмирала и вице-адмирала, с 2002 г. четвёртое по старшинству после контр-адмирала, вице-адмирала и адмирала флота). Было присвоено в 1995 г. Ромуальду Ваге (1936—2008), командующему ВМФ в 1989—1996 гг.

## США

Знаки различия адмирала ВМФ США

В США звание «адмирал» (употребляется также название «4-звёздный адмирал», Four-Star Admiral) — четвёртое по порядку звание высших офицеров флота (флагманских офицеров) и высшее звание, которое офицер флота может носить в мирное время. Соответствует армейскому званию «генерал». Согласно законодательству США на активной военной службе не может находиться одновременно более девяти 4-звёздных адмиралов.
4-звёздными адмиралами являются: Руководитель военно-морскими операциями и его заместитель, Комендант береговой охраны США (Commandant of the Coast Guard), заместитель министра здравоохранения США (если он является военнослужащим Медицинского корпуса), руководитель Ядерной программы ВМФ, командующие крупными флотами: Тихоокеанским флотом, Командованием сил флота США (бывший Атлантический флот), Военно-морскими силами США в Европе (6-й флот). 4-звёздными адмиралами являются также морские офицеры, если они занимают «4-звёздные» посты в руководстве вооружённых сил США: председатель Объединённого комитета начальников штабов, его заместитель, командующие едиными боевыми командованиями.
«Адмирал» — официальное обращение к морскому офицеру США от контр-адмирала и старше.

## Украина
В Военно-Морских Силах Украины — высшее воинское звание. Присваивалось 8 раз.
1. 2000 — Ежель, Михаил Брониславович, командующий ВМС
2. 2008 — Тенюх, Игорь Иосифович, командующий ВМС[6]
3. 2010 — Максимов, Виктор Владимирович, командующий ВМС[7]
4. 2012 — Кабаненко, Игорь Васильевич, первый заместитель начальника Генерального штаба Вооружённых Сил Украины[8]
5. 2013 — Ильин, Юрий Иванович, командующий ВМС[9]
6. 2013 — Алферьев, Игорь Викторович — начальник Главного управления санаторно-курортных заведений в Автономной Республике Крым Государственного управления делами, ветеран Государственной пограничной службы Украины, бывший командующий морскими силами пограничных войск Украины (состоявший на момент присвоения звания в запасе)[10]
7. 2018 — Воронченко, Игорь Александрович, командующий ВМС[11]
8. 2020 — Неижпапа, Алексей Леонидович, командующий ВМС, бывший заместитель начальника штаба ВСМУ[12]

## Финляндия
В Финляндии адмирал — четвёртое по старшинству (после коммодора, контр-адмирала, вице-адмирала) и самое высшее воинское звание на флоте (до 1990-х гг., когда было введено звание коммодора, — третье по старшинству). Соответствует званию генерала в армии.
Присвоено следующим лицам:
1. 1990 — Кленберг Ян (р. 1931)
2. 2001 — Каскеала Юхани (р. 1946)

## Япония
В Японской империи и современной Японии адмирал — третье по старшинству высшее воинское звание на флоте (после контр-адмирала и вице-адмирала). Соответствует званию генерала в армии. В современной Японии присваивается исключительно начальникам штаба Морских сил самообороны Японии по должности.
Список адмиралов Японской империи:
1. 1894 — Сайго Цугумити (1843—1902), с 1898 г. — адмирал флота
2. 1895 — Кабаяма Сукэнори (1837—1922)
3. 1898 — Ито Сукэюки (1843—1914), с 1906 г. — адмирал флота
4. 1901 — Иноуэ Ёсика (1845—1929), с 1911 г. — адмирал флота
5. 1904 — Арисугава Тарухито (1862—1913), с 1913 г. — адмирал флота (посмертно)
6. 1904 (посмертно) — Кавамура Сумиёси (1836—1904)
7. 1904 — Того Хэйхатиро (1848—1934), с 1913 г. — адмирал флота
8. 1904 — Ямамото Гонбэй (1852—1933)
9. 1905 — Самэдзима Кадзунори (1845—1910)
10. 1905 — Сибаяма Яхати (1850—1924)
11. 1908 — Хидака Сонодзё (1848—1932)
12. 1910 — Идзюин Горо (1852—1921), с 1917 г. — адмирал флота
13. 1910 — Камимура Хиконодзё (1849—1916)
14. 1910 — Катаока Ситиро (1854—1920)
15. 1912 — Дэва Сигэто (1856—1930)
16. 1912 — Сайто Макото (1858—1936)
17. 1912 — Уриу Сотокити (1857—1937)
18. 1913 — Мису Сотаро (1855—1921)
19. 1915 — Като Томосабуро (1861—1923), с 1923 г. — адмирал флота (посмертно)
20. 1915 — Симамура Хаяо (1858—1923), с 1923 г. — адмирал флота (посмертно)
21. 1916 — Ёсимацу Сигэтаро (1859—1935)
22. 1916 — Фудзии Коити (1858—1926)
23. 1918 — Като Тэйкити (1861—1927)
24. 1918 — Мураками Какуити (1862—1927)
25. 1918 — Нава Матахатиро (1864—1928)
26. 1918 — Хигасифусими Ёрихито (1867—1922), с 1922 г. — адмирал флота (посмертно)
27. 1918 — Ямасита Гэнтаро (1863—1931)
28. 1918 — Ясиро Рокуро (1860—1930)
29. 1919 — Арима Рёкицу (1861—1944)
30. 1919 — Такарабэ Такэси (1867—1949)
31. 1919 — Ямая Танин (1866—1940)
32. 1920 — Курои Тэйдзиро (1866—1937)
33. 1920 — Номагути Канэо (1866—1943)
34. 1920 — Тотинай Содзиро (1866—1932)
35. 1922 — Фусими Хироясу (1875—1946), с 1932 г. — адмирал флота
36. 1923 — Огури Кодзабуро (1868—1944)
37. 1923 — Судзуки Кантаро (1868—1948)
38. 1923 — Такэсита Исаму (1870—1946)
39. 1924 — Идэ Кэндзи (1870—1946)
40. 1924 — Окада Кэйсукэ (1868—1952)
41. 1927 — Або Киёкадзу (1870—1948)
42. 1927 — Като Хирохару (1870—1939)
43. 1928 — Танигути Наоми (1870—1941)
44. 1928 — Хякутакэ Сабуро (1872—1963)
45. 1931 — Осуми Минэо (1876—1941)
46. 1931 — Ямамото Эйсукэ (1876—1962)
47. 1932 — Яманаси Кацуносин (1877—1967)
48. 1933 — Кобаяси Сэйдзо (1877—1962)
49. 1933 — Китисабуро Номура (1877—1964)
50. 1934 — Нагано Осами (1880—1947), с 1943 г. — адмирал флота
51. 1934 — Накамура Рёдзо (1878—1945)
52. 1934 — Суэцугу Нобумаса (1880—1944)
53. 1936 — Такахаси Санкити (1882—1966)
54. 1936 — Фудзита Хисанори (1880—1970)
55. 1937 — Ёнаи Мицумаса (1880—1948)
56. 1937 — Хякутакэ Гэнго (1882—1976)
57. 1939 — Като Такаёси (1883—1955)
58. 1939 — Оикава Косиро (1883—1958)
59. 1939 — Сиодзава Коити (1883—1943)
60. 1939 — Хасэгава Киёси (1883—1970)
61. 1940 — Ёсида Дзэнго (1885—1966)
62. 1940 — Симада Сигэтаро (1883—1976)
63. 1940 — Ямамото Исороку (1884—1943), с 1943 г. — адмирал флота (посмертно)
64. 1941 — Тоёда Соэму (1885—1957)
65. 1941 — Тоёда Тэйдзиро (1885—1961)
66. 1942 — Кога Минэити (1885—1944), с 1944 г. — адмирал флота (посмертно)
67. 1943 — Кондо Нобутакэ (1886—1953)
68. 1944 (посмертно) — Нагумо Тюити (1887—1944)
69. 1944 — Номура Наокуни (1885—1973)
70. 1944 — Савамото Ёрио (1886—1965)
71. 1944 (посмертно) — Такаги Такэо (1892—1944)
72. 1944 — Такасу Сиро (1884—1944)
73. 1944 (посмертно) — Эндо Ёсикадзу (1891—1944)
74. 1945 — Иноуэ Сигэёси (1889—1975)
75. 1945 (посмертно) — Ито Сэйити (1890—1945)
76. 1945 — Цукахара Нисидзо (1887—1966)
77. 1945 (посмертно) — Ямагата Сэйго (1891—1945)

Список адмиралов (начальников штаба Морских сил самообороны Японии):
1. 1954 — Ямадзаки Когоро (1905—1976)
2. 1954 — Нагасава Хироси (1900—1967)
3. 1958 — Ихара Мицугу (1903—1979)
4. 1961 — Накаяма Садаёси (1905—1995)
5. 1963 — Сугиэ Итидзо (1908—1999)
6. 1964 — Нисимура Томохару (1908-1994)
7. 1966 — Итая Рюити (1911—1991)
8. 1969 — Утида Кадзутоми (1915—2001)
9. 1972 — Исида Сутэо (1916—2002)
10. 1973 — Самэдзима Хирокадзу (1918—2000)
11. 1976 — Накамура Тэйдзи (1919—2010)
12. 1977 — Ога Рюхэй (1923—2006)
13. 1980 — Ята Цугуо (1923—2012)
14. 1981 — Маэда Масару (1925—2011)
15. 1983 — Ёсида Манабу (1927—2011)
16. 1985 — Нагата Хироси (1927—2013)
17. 1987 — Хигасияма Суитиро (р. 1932)
18. 1989 — Сакума Макото (1935-2014)
19. 1991 — Окабэ Фумио (р. 1935)
20. 1993 — Хаясидзаки Тиаки (р. 1938)
21. 1994 — Фукути Такэо (р. 1937)
22. 1996 — Нацукава Кадзуя (р. 1940)
23. 1997 — Ямамото Ясумаса (р. 1940)
24. 1999 — Фудзита Юкио (р. 1942)
25. 2001 — Исикава Тору (р. 1944)
26. 2003 — Фурусо Коити (р. 1946)
27. 2005 — Сайто Такаси (р. 1948)
28. 2006 — Ёсикава Эйдзи (р. 1948)
29. 2008 — Акахоси Кэйдзи (р. 1950)
30. 2010 — Сугимото Масахико (р. 1951)
31. 2012 — Кавано Кацутоси (р. 1954)
32. 2014 — Такэи Томохиса (р. 1957)
33. 2016 — Муракава Ютака (р. 1958)
34. 2019 — Ямамура Хироси (р. 1962)

## Республика Корея
- Сим Сеунг-сон (р. 1963)

## Вьетнам
В современном Вьетнаме адмирал — третье по старшинству высшее воинское звание на флоте (после контр-адмирала и вице-адмирала). Соответствует званию Генерал-полковника в армии.
- Зяп Ван Кыонг (1921—1990)
- Нгуен Ван Хьен (р. 1954)

## Знаки различия адмиралов некоторых стран мира

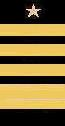
Адмирал (Чили) ВМС Чили
Адмирал (Франция) ВМС Франции
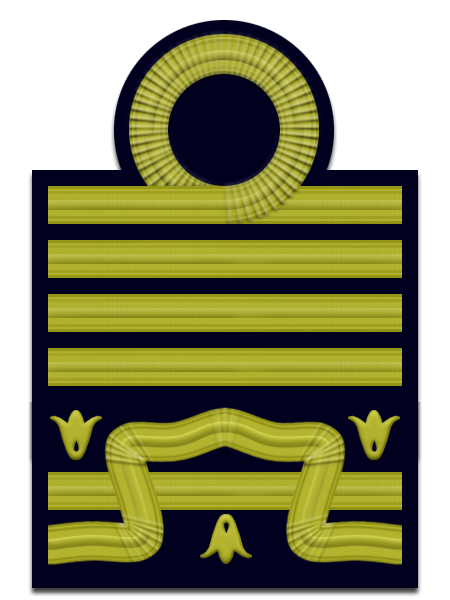
Адмирал (Италия) ВМС Италии
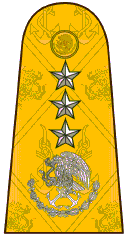
Адмирал (Мексика) ВМС Мексики
Адмирал (Польша)
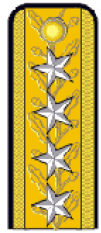
Адмирал (Румыния)
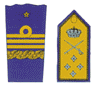
Адмирал (Испания)
Адмирал (Швеция)
Адмирал (Финляндия)
Адмирал (Германия ОФ9[16])
Адмирал (Германия)